# (16012) Jamierubin
(16012) Jamierubin est un astéroïde de la ceinture principale.

## Description
(16012) Jamierubin est un astéroïde de la ceinture principale. Il fut découvert le 10 février 1999 à Socorro (Nouveau-Mexique) par le projet LINEAR. Il présente une orbite caractérisée par un demi-grand axe de 2,42 UA, une excentricité de 0,17 et une inclinaison de 2,3° par rapport à l'écliptique.

## Compléments